# Mordellistena horaki
Mordellistena horaki là một loài bọ cánh cứng trong họ Mordellidae. Loài này được Pino miêu tả khoa học năm 1985.